# Кравце
Кравце (пол. Krawce) — село в Польщі, у гміні Ґрембув Тарнобжезького повіту Підкарпатського воєводства.
Населення — 757 осіб (2011).
У 1975-1998 роках село належало до Тарнобжезького воєводства.

## Демографія
Демографічна структура станом на 31 березня 2011 року:
|          | Загалом | Допрацездатний вік | Працездатний вік | Постпрацездатний вік |
| -------- | ------- | ------------------ | ---------------- | -------------------- |
| Чоловіки | 392     | 98                 | 255              | 39                   |
| Жінки    | 365     | 74                 | 221              | 70                   |
| Разом    | 757     | 172                | 476              | 109                  |